# Regionale enheder i Grækenland
De 74 regionale enheder (græsk: περιφερειακές ενότητες, perifereiakés enótites; synge. περιφερειακή ενότητα, perifereiakí enótita ) er opdelingen af landets 13 Periferier og der yderligere opdelt i kommuner. De blev oprettet som en del af den Kallikratis-reformen  den 1. januar 2011 og er arealmæssigt sammenlignelige  og på fastlandet sammenfaldende med præfekturer i Grækenland fra før Kallikratis. Det er især øerne der har øget antallet af enheder fra de tidligere omkring 55 præfekturer, til nu 74 regionale enheder.
| Periferi/Administrativ Region | Regional enhed        | Tidligere Præfektur |
| ----------------------------- | --------------------- | ------------------- |
| Attika                        | Nordathen             | Athen (del)         |
| Attika                        | Vestathen             | Athen (del)         |
| Attika                        | Centralathen          | Athen (del)         |
| Attika                        | Sydathen              | Athens (del)        |
| Attika                        | Østattica             | Østttica            |
| Attika                        | Piraeus               | Piraeus (del)       |
| Attika                        | Øerne                 | Piraeus (del)       |
| Attika                        | Vestattika            | Vestattika          |
| Centralgrækenland             | Boeotia               | Boeotia             |
| Centralgrækenland             | Euboea                | Euboea              |
| Centralgrækenland             | Evrytania             | Evrytania           |
| Centralgrækenland             | Phocis                | Phocis              |
| Centralgrækenland             | Phthiotis             | Phthiotis           |
| Centralmakedonien             | Imathia               | Imathia             |
| Centralmakedonien             | Thessaloniki          | Thessaloniki        |
| Centralmakedonien             | Kilkis                | Kilkis              |
| Centralmakedonien             | Pella                 | Pella               |
| Centralmakedonien             | Pieria                | Pieria              |
| Centralmakedonien             | Serres                | Serres              |
| Centralmakedonien             | Chalkidiki            | Chalkidiki          |
| Kreta                         | Chania                | Chania              |
| Kreta                         | Heraklion             | Heraklion           |
| Kreta                         | Lasithi               | Lasithi             |
| Kreta                         | Rethymno              | Rethymno            |
| Østmakedonien og Thrakien     | Drama                 | Drama               |
| Østmakedonien og Thrakien     | Evros                 | Evros               |
| Østmakedonien og Thrakien     | Thassos               | Kavala (del)        |
| Østmakedonien og Thrakien     | Kavala                | Kavala (del)        |
| Østmakedonien og Thrakien     | Xanthi                | Xanthi              |
| Østmakedonien og Thrakien     | Rhodope               | Rhodope             |
| Epirus                        | Arta                  | Arta                |
| Epirus                        | Ioannina              | Ioannina            |
| Epirus                        | Preveza               | Preveza             |
| Epirus                        | Thesprotia            | Thesprotia          |
| De Joniske Øer                | Corfu                 | Corfu               |
| De Joniske Øer                | Ithaka                | Cephalonia (del)    |
| De Joniske Øer                | Kefalonia             | Cephalonia (del)    |
| De Joniske Øer                | Lefkada               | Lefkada             |
| De Joniske Øer                | Zákynthos             | Zákynthos           |
| Nordægæiske Øer               | Chios                 | Chios               |
| Nordægæiske Øer               | Ikaria                | Samos (del)         |
| Nordægæiske Øer               | Lemnos                | Lesbos (del)        |
| Nordægæiske Øer               | Lesbos                | Lesbos (del)        |
| Nordægæiske Øer               | Samos                 | Samos (del)         |
| Peloponnes                    | Arkadien              | Arkadien            |
| Peloponnes                    | Argolis               | Argolis             |
| Peloponnes                    | Korinth               | Korinth             |
| Peloponnes                    | Lakonien              | Lakonia             |
| Peloponnes                    | Messenien             | Messenia            |
| Sydægæiske Øer                | Andros                | Kykladerne (del)    |
| Sydægæiske Øer                | Kalymnos              | Dodekaneserne (del) |
| Sydægæiske Øer                | Karpathos             | Dodekaneserne (del) |
| Sydægæiske Øer                | Kea-Kythnos           | Kykladerne (del)    |
| Sydægæiske Øer                | Kos                   | Dodekaneserne (del) |
| Sydægæiske Øer                | Milos                 | Kykladerne (del)    |
| Sydægæiske Øer                | Mykonos               | Kykladerne (del)    |
| Sydægæiske Øer                | Naxos                 | Kykladerne (del)    |
| Sydægæiske Øer                | Paros                 | Kykladerne (del)    |
| Sydægæiske Øer                | Rhodes                | Dodekaneserne (del) |
| Sydægæiske Øer                | Syros                 | Kykladerne (del)    |
| Sydægæiske Øer                | Thira                 | Kykladerne (del)    |
| Sydægæiske Øer                | Tinos                 | Kykladerne (del)    |
| Thessalien                    | Karditsa              | Karditsa            |
| Thessalien                    | Larissa               | Larissa             |
| Thessalien                    | Magnesia              | Magnesia (del)      |
| Thessalien                    | Sporaderne            | Magnesia (del)      |
| Thessalien                    | Trikala               | Trikala             |
| Vestgrækenland                | Achaea                | Achaea              |
| Vestgrækenland                | Aetolien-Acarnanien   | Aetolien-Acarnanien |
| Vestgrækenland                | Elis (regional enhed) | Elis                |
| Vestmakedonien                | Florina               | Florina             |
| Vestmakedonien                | Grevena               | Grevena             |
| Vestmakedonien                | Kastoria              | Kastoria            |
| Vestmakedonien                | Kozani                | Kozani              |